# مقوای جلدی

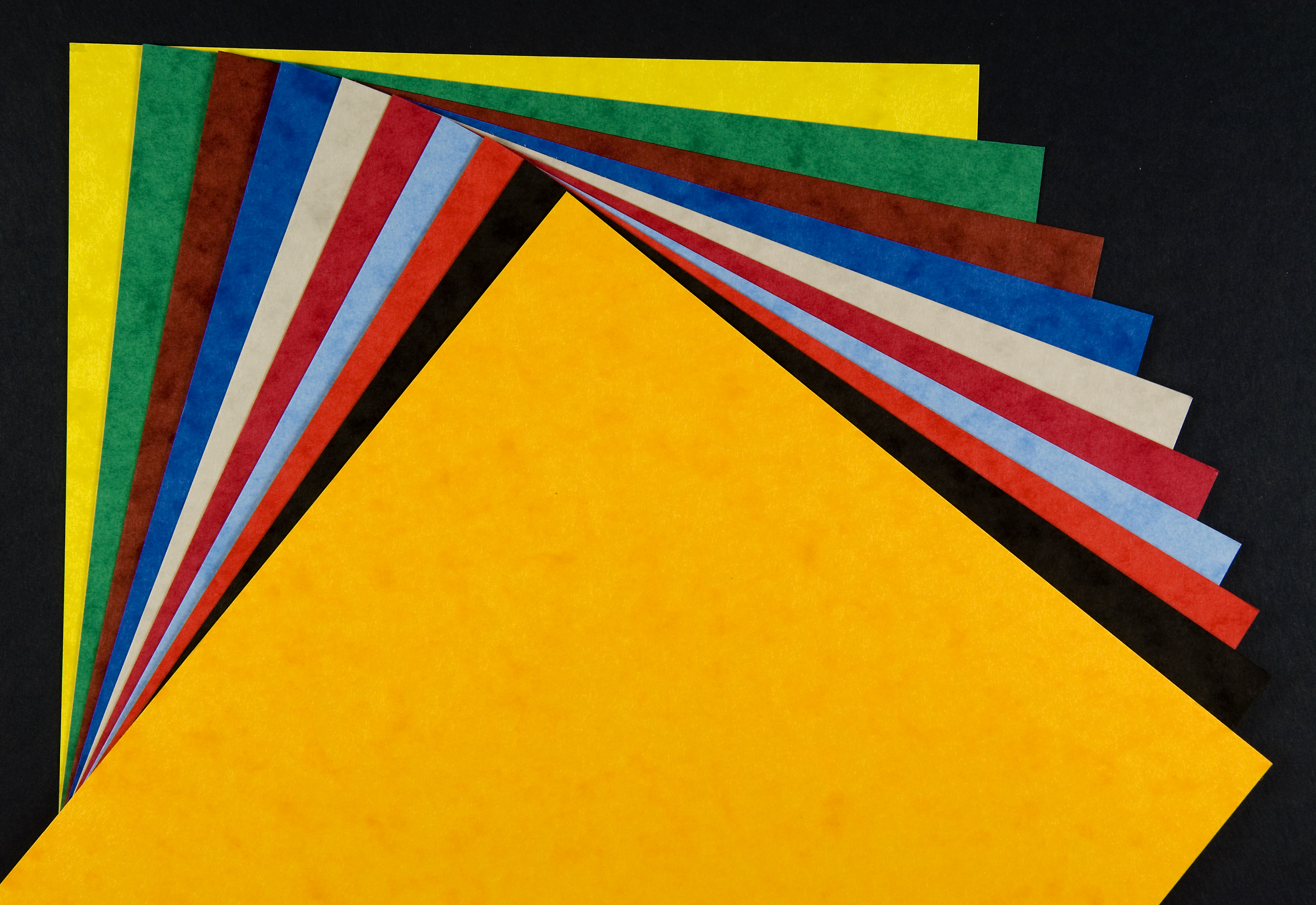
مقوای خام برای استفاده در صنایع دستی در طیف گسترده‌ای از بافت‌ها و رنگ‌ها موجود است.

مقوای جلدی که به آن مقوای چسبی نیز گفته می‌شود، کاغذی است که ضخیم‌تر و بادوام‌تر از کاغذ معمولی برای نوشتن و چاپ است، اما از سایر انواع مقوا نازک‌تر و انعطاف‌پذیرتر است.
مقوای جلدی اغلب برای کارت ویزیت ، کارت پستال ، کارت بازی ، جلد کاتالوگ، اسکرپ‌بوکینگ و سایر کاربردهایی که به دوام بیشتری نسبت به کاغذ معمولی نیاز دارند، استفاده می‌شود. سطح آن معمولاً صاف است؛ ممکن است بافت‌دار، فلزی یا براق باشد. وقتی مقوا به عنوان مقوای جلددار برچسب‌گذاری می‌شود، اغلب دارای یک پوشش براق در یک یا هر دو طرف است ( C1S یا C2S ، برای "روکش‌دار: یک طرف" یا "روکش‌دار: دو طرف")؛ این به ویژه در کارت ویزیت و جلد کتاب استفاده می‌شود. 